# 佐々木匡哉
佐々木 匡哉（ささき まさや、1978年 -）は、日本のテレビプロデューサー、ディレクター。朝日放送テレビ総合編成局コンテンツ戦略部主任。

## 来歴
洛南高等学校を経て早稲田大学政治経済学部経済学科卒業後、2002年に朝日放送へ入社。
2016年に朝日放送東京支社制作部東京支社主任に就任。
2019年より現職。

## 担当番組

### 現在

#### 特番
- ABCお笑いグランプリ（第41回から）

### 過去

#### レギュラー
- クイズ!紳助くん
- きになるオセロ
- パネルクイズ アタック25
- ナンバ壱番館
- にこいち 〜スーパースター友情列伝〜
- 雨上がりのやまとナゼ?しこ
- 世界の村で発見!こんなところに日本人（演出）
- 探偵!ナイトスクープ（ディレクター）
- LIFE〜夢のカタチ〜（プロデューサー）
- エージェントWEST!（プロデューサー）

#### 特番
- さんまVS星野!笑いと涙の日本シリーズスペシャル・2時間しゃべりたおし
- 志村・所の戦うお正月
- M-1グランプリ
- ABCお笑い新人グランプリ
- ABCお笑いグランプリ